# Kapelle zur Schmerzhaften Muttergottes (Luhe)
Die römisch-katholische Kapelle zur Schmerzhaften Muttergottes befindet sich in dem Oberpfälzer Markt Luhe-Wildenau (Regensburger Straße 29) am Ortsausgang nach Wernberg-Köblitz.

## Geschichte
1711 wurde hier erstmals eine Kapelle erbaut, die etwas kleiner als die heutige Kapelle war. Ein Sturm vernichtete 1856 diesen Bau. 
Um die Kapelle rankt sich eine Legende: In Feistelberg hat sich ein Kind mit ungelöschtem Kalk seine Augen verletzt, so dass der Arzt in Luhe um das Augenlicht des Kindes fürchtete. Als die Mutter mit dem Kind auf dem Heimweg war, klagte sie der Schmerzhaften Muttergottes ihr Leid. Da soll plötzlich das Kind gefragt haben, „was hat diese Frau für einen Mann auf ihrem Schoß“, es konnte also wieder sehen. Ein Wachschristkind soll als Votivgabe der Eltern an dieses Wunder erinnert haben.
Nach ihrem Einsturz wurde 1858 mit dem Wiederaufbau der Kapelle in neugotischem Stil begonnen, 1863 war sie wieder errichtet. Am 23. September 1864 wurde die Kapelle neu eingeweiht. Heute ist die Kapelle ein Saalbau mit einem Satteldach und einem eingezogenen, fünfseitig geschlossenem Chor. Die Kapelle besitzt einen mit einem Kreuz geschmückten Giebelreiter mit einem Geläut. 

## Innenausstattung
In der Kapelle befindet sich eine holzgeschnitzte Pietà aus dem 17. Jahrhundert, die bereits in dem Vorgängerbau war. Eine zweite Pietà aus Sandstein wurde 1727 angeschafft. Sie ist außerhalb der Kapelle in einer Ädikula in einer Muschelnische aufgestellt. Früher floss Wasser aus der Brustwunde des Heilands, bis die Wasserleitung verfiel. Der Plan zum Altar wurde von dem Amberger Bildhauer Hösl gefertigt, er hat auch die Pietà renoviert hat.